# Івіттуут
Івіттуут (гренл. Ivittuut), стара назва Івіґтут (дан. Ivigtut) — шахтарське поселення в Південній Ґренландії, створене для розробки єдиного у світі промислового родовища кріоліту.
До 2009 року було центром однойменного муніципалітету.

## Клімат
Івіттуут знаходиться у зоні арктичних пустель. Найтепліший місяць — липень із середньою температурою 9,4 °C (49 °F). Найхолодніший місяць — січень, із середньою температурою -7,8 °С (18 °F).
| Клімат Івіттуута        | Клімат Івіттуута | Клімат Івіттуута | Клімат Івіттуута | Клімат Івіттуута | Клімат Івіттуута | Клімат Івіттуута | Клімат Івіттуута | Клімат Івіттуута | Клімат Івіттуута | Клімат Івіттуута | Клімат Івіттуута | Клімат Івіттуута | Клімат Івіттуута |
| Показник                | Січ.             | Лют.             | Бер.             | Квіт.            | Трав.            | Черв.            | Лип.             | Серп.            | Вер.             | Жовт.            | Лист.            | Груд.            | Рік              |
| Абсолютний максимум, °C | 13               | 14               | 15               | 16               | 23               | 30               | 23               | 21               | 21               | 19               | 17               | 15               | 30               |
| Середній максимум, °C   | −4               | −3               | 0                | 3                | 8                | 12               | 13               | 12               | 8                | 4                | 0                | −2               | 4                |
| Середня температура, °C | −7               | −7               | −4               | 0                | 4                | 7                | 9                | 8                | 5                | 1                | −2               | −5               | 2                |
| Середній мінімум, °C    | −11              | −11              | −8               | −4               | 0                | 3                | 5                | 5                | 2                | −1               | −5               | −8               | −2               |
| Абсолютний мінімум, °C  | −27              | −28              | −27              | −20              | −10              | −2               | 0                | −1               | −5               | −12              | −12              | −26              | −28              |
| Норма опадів, мм        | 80               | 60               | 80               | 60               | 80               | 80               | 70               | 90               | 140              | 140              | 110              | 70               | 1130             |
| ----------------------- | ---------------- | ---------------- | ---------------- | ---------------- | ---------------- | ---------------- | ---------------- | ---------------- | ---------------- | ---------------- | ---------------- | ---------------- | ---------------- |
| Джерело: Weatherbase    |                  |                  |                  |                  |                  |                  |                  |                  |                  |                  |                  |                  |                  |

## Родовище та копальня
Родовище кріоліту відкрите 1806-го, розробка ведеться з 1856.
Видобвання корінних руд неодноразово припинялося в зв'язку з виснаженням запасів.

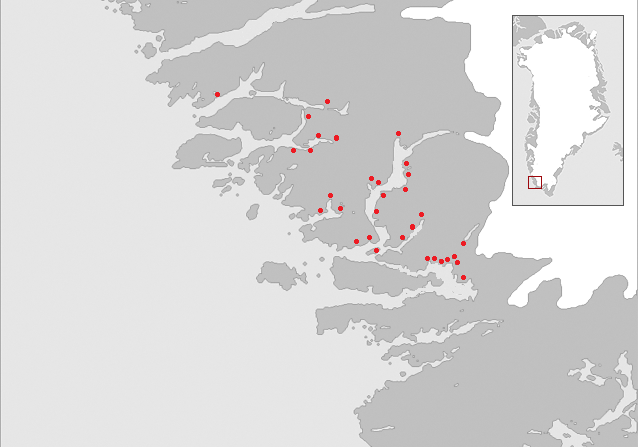
Карта давньоскандинавського «Середньовічного поселення» (назва від сучасних археологів). Червоним позначено залишки ферм.

Розробка родовища велася відкритим способом. Модернізація технології збагачення руд дозволила переробляти рудні відвали.